# Grand Prix du Midi libre 1992
La 43e édition du Grand Prix du Midi libre a eu lieu du 17 au 22 juin 1992 et a été remportée par le coureur français Luc Leblanc.

## Étapes
| Étape          | Date    | Villes étapes            |  | Distance (km) | Vainqueur d’étape   | Leader du classement général |
| -------------- | ------- | ------------------------ |  | ------------- | ------------------- | ---------------------------- |
| #Prologue      | 17 juin | Sète - Sète              |  | 3,2           | Luc Leblanc         | Luc Leblanc                  |
| 1re étape      | 18 juin | Sète – Uzès              |  | 162           | Ján Svorada         |                              |
| 2e étape       | 19 juin | Uzès – Millau            |  | 195,2         | Ángel Yesid Camargo |                              |
| 3e étape       | 20 juin | Millau - Carcassonne     |  | 186,4         | Frans Maassen       |                              |
| 4e étape       | 21 juin | Carcassonne – Font-Romeu |  | 186           | Luc Leblanc         |                              |
| 5e étape       | 22 juin | Font-Romeu – Barcelone   |  | 169,5         | Marcel Wüst         |                              |
| 6e étape (clm) | 22 juin | Barcelone - Barcelone    |  | 12,7          | Viatcheslav Ekimov  | Luc Leblanc                  |

## Déroulement de la course

### Prologue
|    | Coureur                | Équipe    |    | Temps      |
| -- | ---------------------- | --------- | -- | ---------- |
| 1  | Luc Leblanc            | Castorama | en | 5 min 05 s |
| 2  | Frans Maassen          | Buckler   | +  | 3 s        |
| 3  | Steven Rooks           | Buckler   |    | 7 s        |
| 4  | Jérôme Simon           | Z         |    | m.t.       |
| 5  | Jesper Skibby          | TVM       |    | m.t.       |
| 6  | Laurent Brochard       | Castorama |    | 9 s        |
| 7  | Alberto Leanizbarrutia | Clas      |    | 10 s       |
| 8  | Edwig Van Hooydonck    | Buckler   |    | m.t.       |
| 9  | Jean-Cyril Robin       | Castorama |    | m.t.       |
| 10 | Pascal Lino            | RMO       |    | 12 s       |

|    | Coureur                | Équipe    |    | Temps      |
| -- | ---------------------- | --------- | -- | ---------- |
| 1  | Luc Leblanc            | Castorama | en | 5 min 05 s |
| 2  | Frans Maassen          | Buckler   | +  | 3 s        |
| 3  | Steven Rooks           | Buckler   |    | 7 s        |
| 4  | Jérôme Simon           | Z         |    | m.t.       |
| 5  | Jesper Skibby          | TVM       |    | m.t.       |
| 6  | Laurent Brochard       | Castorama |    | 9 s        |
| 7  | Alberto Leanizbarrutia | Clas      |    | 10 s       |
| 8  | Edwig Van Hooydonck    | Buckler   |    | m.t.       |
| 9  | Jean-Cyril Robin       | Castorama |    | m.t.       |
| 10 | Pascal Lino            | RMO       |    | 12 s       |

### 1reétape
|    | Coureur             | Équipe    |    | Temps          |
| -- | ------------------- | --------- | -- | -------------- |
| 1  | Ján Svorada         | Lampre    | en | 4 h 8 min 25 s |
| 2  | Viatcheslav Ekimov  | Panasonic | +  |                |
| 3  | Frans Maassen       | Buckler   |    |                |
| 4  | Marcel Wüst         | RMO       |    |                |
| 5  | Pierre Herinne      |           |    |                |
| 6  | Jesper Skibby       | TVM       |    |                |
| 7  | Laurent Brochard    | Castorama |    |                |
| 8  | Luc Leblanc         | Castorama |    |                |
| 9  | Jean-Claude Colotti | Z         |    |                |
| 10 | Gianvito Martinelli |           |    |                |

|    | Coureur | Équipe |    | Temps |
| -- | ------- | ------ | -- | ----- |
| 1  |         |        | en |       |
| 2  |         |        | +  |       |
| 3  |         |        |    |       |
| 4  |         |        |    |       |
| 5  |         |        |    |       |
| 6  |         |        |    |       |
| 7  |         |        |    |       |
| 8  |         |        |    |       |
| 9  |         |        |    |       |
| 10 |         |        |    |       |

### 2eétape
|    | Coureur             | Équipe    |    | Temps           |
| -- | ------------------- | --------- | -- | --------------- |
| 1  | Ángel Yesid Camargo | Kelme     | en | 5 h 20 min 44 s |
| 2  | Ján Svorada         | Lampre    | +  | 21 s            |
| 3  | Jean-Claude Colotti | Z         |    | 31 s            |
| 4  | Viatcheslav Ekimov  | Panasonic |    | m.t.            |
| 5  | Franco Ballerini    | GB-MG     |    |                 |
| 6  | Pierre Herinne      |           |    |                 |
| 7  | Davide Bramati      | Lampre    |    |                 |
| 8  | Christian Chaubet   | Chazal    |    |                 |
| 9  | Martin Kokkelkoren  |           |    |                 |
| 10 | Marc van Orsouw     | Panasonic |    |                 |

|    | Coureur | Équipe |    | Temps |
| -- | ------- | ------ | -- | ----- |
| 1  | '       |        | en |       |
| 2  |         |        | +  |       |
| 3  |         |        |    |       |
| 4  |         |        |    |       |
| 5  |         |        |    |       |
| 6  |         |        |    |       |
| 7  |         |        |    |       |
| 8  |         |        |    |       |
| 9  |         |        |    |       |
| 10 |         |        |    |       |

### 3eétape
|    | Coureur            | Équipe    |    | Temps           |
| -- | ------------------ | --------- | -- | --------------- |
| 1  | Frans Maassen      | Buckler   | en | 4 h 58 min 40 s |
| 2  | Dimitri Zhdanov    | Panasonic | +  |                 |
| 3  | Frédéric Moncassin | Castorama |    |                 |
| 4  | Etienne De Wilde   | Telekom   |    |                 |
| 5  | Jesper Skibby      | TVM       |    |                 |
| 6  | Ján Svorada        | Lampre    |    |                 |
| 7  | Viatcheslav Ekimov | Panasonic |    |                 |
| 8  | Franco Ballerini   | GB-MG     |    |                 |
| 9  | Joachim Halupczok  | GB-MG     |    |                 |
| 10 | Alfonso Gutierrez  | Artiach   |    |                 |

|    | Coureur | Équipe |    | Temps |
| -- | ------- | ------ | -- | ----- |
| 1  |         |        | en |       |
| 2  |         |        | +  |       |
| 3  |         |        |    |       |
| 4  |         |        |    |       |
| 5  |         |        |    |       |
| 6  |         |        |    |       |
| 7  |         |        |    |       |
| 8  |         |        |    |       |
| 9  |         |        |    |       |
| 10 |         |        |    |       |

### 4eétape
|    | Coureur                | Équipe    |    | Temps           |
| -- | ---------------------- | --------- | -- | --------------- |
| 1  | Luc Leblanc            | Castorama | en | 4 h 55 min 01 s |
| 2  | Ján Svorada            | Lampre    | +  | 39 s            |
| 3  | Alberto Leanizbarrutia | Clas      |    | 55 s            |
| 4  | Laurent Biondi         | Chazal    |    | 58 s            |
| 5  | Jan Nevens             | Lotto     |    | 1 min 01 s      |
| 6  | Richard Virenque       | RMO       |    |                 |
| 7  | Ángel Yesid Camargo    | Kelme     |    |                 |
| 8  | Viatcheslav Ekimov     | Panasonic |    |                 |
| 9  | Éric Caritoux          | RMO       |    |                 |
| 10 | Thierry Claveyrolat    | Z         |    |                 |

|    | Coureur | Équipe |    | Temps |
| -- | ------- | ------ | -- | ----- |
| 1  |         |        | en |       |
| 2  |         |        | +  |       |
| 3  |         |        |    |       |
| 4  |         |        |    |       |
| 5  |         |        |    |       |
| 6  |         |        |    |       |
| 7  |         |        |    |       |
| 8  |         |        |    |       |
| 9  |         |        |    |       |
| 10 |         |        |    |       |

### 5eétape
|    | Coureur            | Équipe    |    | Temps           |
| -- | ------------------ | --------- | -- | --------------- |
| 1  | Marcel Wüst        | RMO       | en | 3 h 50 min 47 s |
| 2  | Frédéric Moncassin | Castorama | +  |                 |
| 3  | Remig Stumpf       | Telekom   |    |                 |
| 4  | Mario De Clercq    | Buckler   |    |                 |
| 5  | Franco Ballerini   | GB-MG     |    |                 |
| 6  | Andreï Tchmil      | GB-MB     |    |                 |
| 7  | Viatcheslav Ekimov | Panasonic |    |                 |
| 8  | Stéphane Heulot    | RMO       |    |                 |
| 9  | Robert Van de Vin  |           |    |                 |
| 10 | Kurt Onclin        |           |    |                 |

|    | Coureur | Équipe |    | Temps |
| -- | ------- | ------ | -- | ----- |
| 1  |         |        | en |       |
| 2  |         |        | +  |       |
| 3  |         |        |    |       |
| 4  |         |        |    |       |
| 5  |         |        |    |       |
| 6  |         |        |    |       |
| 7  |         |        |    |       |
| 8  |         |        |    |       |
| 9  |         |        |    |       |
| 10 |         |        |    |       |

### 6eétape
|    | Coureur                  | Équipe    |    | Temps       |
| -- | ------------------------ | --------- | -- | ----------- |
| 1  | Viatcheslav Ekimov       | Panasonic | en | 15 min 25 s |
| 2  | Ján Svorada              | Lampre    | +  | 25 s        |
| 3  | Frans Maassen            | Buckler   |    | 28 s        |
| 4  | Joachim Halupczok        | GB-MG     |    | 36 s        |
| 5  | Marc Wauters             | Lotto     |    | 38 s        |
| 6  | Jérôme Simon             | Z         |    | 41 s        |
| 7  | Luc Leblanc              | Castorama |    | 47 s        |
| 8  | Pascal Lino              | RMO       |    | 48 s        |
| 9  | Bernardo Gonzalez Minano |           |    | 49 s        |
| 10 | Peter Meinert-Nielsen    | TVM       |    | 50 s        |

|    | Coureur            | Équipe    |    | Temps            |
| -- | ------------------ | --------- | -- | ---------------- |
| 1  | Luc Leblanc        | Castorama | en | 23 h 35 min 20 s |
| 2  | Ján Svorada        | Lampre    | +  | 12 s             |
| 3  | Viatcheslav Ekimov | Panasonic |    | 30 s             |
| 4  | Jérôme Simon       | Z         |    | 1 min 25 s       |
| 5  | Joachim Halupczok  | GB-MG     |    | 1 min 34 s       |
| 6  | Laurent Biondi     | Chazal    |    | 1 min 35 s       |
| 7  | Laurent Pillon     | GB-MG     |    | 1 min 44 s       |
| 8  | Richard Virenque   | RMO       |    | 1 min 46 s       |
| 9  | Fernando Escartín  | Clas      |    | 1 min 57 s       |
| 10 | Éric Caritoux      | RMO       |    | 1 min 59 s       |

## Classements finals

### Classement général
|    | Cycliste           | Équipe    |    | Temps            |
| -- | ------------------ | --------- | -- | ---------------- |
| 1  | Luc Leblanc        | Castorama | en | 23 h 35 min 20 s |
| 2  | Ján Svorada        | Lampre    | +  | 12 s             |
| 3  | Viatcheslav Ekimov | Panasonic |    | 30 s             |
| 4  | Jérôme Simon       | Z         |    | 1 min 25 s       |
| 5  | Joachim Halupczok  | GB-MG     |    | 1 min 34 s       |
| 6  | Laurent Biondi     | Chazal    |    | 1 min 35 s       |
| 7  | Laurent Pillon     | GB-MG     |    | 1 min 44 s       |
| 8  | Richard Virenque   | RMO       |    | 1 min 46 s       |
| 9  | Fernando Escartín  | Clas      |    | 1 min 57 s       |
| 10 | Éric Caritoux      | RMO       |    | 1 min 59 s       |

### Classements annexes
|   | Cycliste | Équipe | Points |
| - | -------- | ------ | ------ |
| 1 | '        |        |        |
| 2 |          |        |        |
| 3 |          |        |        |

|   | Cycliste | Équipe | Points |
| - | -------- | ------ | ------ |
| 1 | '        |        |        |
| 2 |          |        |        |
| 3 |          |        |        |

|   | Cycliste | Équipe |    | Temps |
| - | -------- | ------ | -- | ----- |
| 1 | '        |        | en |       |
| 2 |          |        | +  |       |
| 3 |          |        |    |       |

|   | Équipe | Pays |   | Temps |
| - | ------ | ---- | - | ----- |
| 1 |        |      |   |       |
| 2 |        |      | + |       |
| 3 |        |      |   |       |

## Évolution des classements
| Étape              | Vainqueur           | Classement général | Classement de la montagne | Classement des sprints | Classement du meilleur jeune | Classement par équipes |
| ------------------ | ------------------- | ------------------ | ------------------------- | ---------------------- | ---------------------------- | ---------------------- |
| Prologue           | Luc Leblanc         | Luc Leblanc        |                           |                        |                              |                        |
| 1                  | Ján Svorada         |                    |                           |                        |                              |                        |
| 2                  | Ángel Yesid Camargo |                    |                           |                        |                              |                        |
| 3                  | Frans Maassen       |                    |                           |                        |                              |                        |
| 4                  | Luc Leblanc         |                    |                           |                        |                              |                        |
| 5                  | Marcel Wüst         |                    |                           |                        |                              |                        |
| 6                  | Viatcheslav Ekimov  |                    |                           |                        |                              |                        |
| Classements finals | Classements finals  | Luc Leblanc        |                           |                        |                              |                        |